# جائزة البرتغال الكبرى 1988
جائزة البرتغال الكبرى 1988 هو سباق فورمولا 1 أقيم بتاريخ 25 سبتمبر 1988 في إستوريل، البرتغال. كان الثالث عشر من أصل 16 في بطولة العالم لسباقات الفورمولا واحد موسم 1988. حلّ الفرنسي ألن بروست أولا بينما جاء الإيطالي إيفان كابيلي في المركز الثاني وحصل على المركز الثالث البلجيكي تييري بوتسين.